# Leonel Sotro
Leonel Valentín Sotro (n. 2 de abril de 1989 - Burzaco, Provincia de Buenos Aires) es un piloto argentino de automovilismo de velocidad. Proveniente de una familia de larga tradición en el automovilismo argentino, Leonel Sotro es hijo del expiloto de Turismo Carretera Walter Sotro y nieto de Orlando Sotro, piloto y mecánico creador y proveedor de los chasis "Sotro" utilizados para competir en la categoría Fórmula 1 Mecánica Argentina.
Su carrera deportiva se inició en el año 1999, compitiendo en kartings, mientras que debutó en el automovilismo en el año 2005 en la categoría GT 2000, a bordo de una unidad ADA-Chrysler. Luego, su carrera recorrería las categorías nacionales Fórmula Renault Argentina, Top Race Junior, TC Mouras y TC Pista donde actualmente se desempeña y compitiera durante un tiempo junto a su padre.
Debutó en el Turismo Carretera en el año 2012 luego de su consagración como campeón de TC Pista, compitiendo al comando de un Ford Falcon del equipo de Omar Martínez. Asimsimo, participaría en competencias de Turismo Nacional y TC Mouras, compitiendo en esta última en el torneo especial de pilotos invitados.

## Trayectoria
| Año       | Categoría                               | Marca             |
| --------- | --------------------------------------- | ----------------- |
| 1999-2004 | Piloto de karts                         | Karting           |
| 2005      | GT 2000                                 | ADA-Chrysler Neon |
| 2006      | Fórmula 1000                            | Crespi-Renault    |
| 2006      | Categoría Fiat uno ASM                  | Fiat Uno          |
| 2007      | Fórmula Renault Argentina               | Crespi-Renault    |
| 2007      | Debut en TC Mouras                      | Ford Falcon       |
| 2008      | TC Mouras                               | Ford Falcon       |
| 2008      | Top Race Junior, 4 carreras             | Alfa Romeo 156    |
| 2009      | Debut en TC Pista                       | Ford Falcon       |
| 2010      | TC Pista                                | Ford Falcon       |
| 2011      | Campeón TC Pista                        | Ford Falcon       |
| 2011      | TC Mouras, invitado                     | Dodge Cherokee    |
| 2012      | Debut en Turismo Carretera              | Ford Falcon       |
| 2012      | Clase 3 del Turismo Nacional, 1 carrera | Ford Focus I      |
| 2013      | Turismo Carretera                       | Ford Falcon       |
| 2014      | Turismo Carretera                       | Ford Falcon       |
| 2014      | TC Mouras, invitado                     | Ford Falcon       |

- [3][4]

## Palmarés
| Título  | Categoría | Marca       | Año  |
| ------- | --------- | ----------- | ---- |
| Campeón | TC Pista  | Ford Falcon | 2011 |